# Rijksweg 2
Rijksweg 2 (A2 / N2) is een rijksweg en autosnelweg in Nederland. De weg begint bij Amsterdam als verlengstuk van de s110. Het beginpunt ligt bij knooppunt Amstel en zo gaat het via Utrecht, 's-Hertogenbosch, Eindhoven, Maastricht naar de rijksgrens van België nabij Eijsden, waar de weg aansluit op de Belgische A25.

## Algemeen
De A2 wordt beschouwd als de belangrijkste noord-zuid-verbinding van Nederland. De rijksweg heeft een lengte van 217 km.
De rijksweg kenmerkt zich door diverse parallelbaansystemen. Deze systemen scheiden het doorgaande verkeer (op de middelste banen) van het lokale verkeer, zodat er minder weefbewegingen worden gemaakt.
Bij Utrecht, 's-Hertogenbosch, Eindhoven en Maastricht zijn er vier rijbanen. Bij Eindhoven dragen de meest linkse en rechtse rijbanen nummer N2. Bij Utrecht en 's-Hertogenbosch behoren alle rijbanen tot de A2. Een vierde parallelbaansysteem is op 16 december 2016 geopend bij Maastricht (Koning Willem-Alexandertunnel).
Aan het zuidelijke einde van de randweg Eindhoven ligt knooppunt Leenderheide. Vanuit de richting Weert stonden er in de spits vaak files voor de verkeerslichten op het verkeersplein dat onderdeel was van dit knooppunt. Het knooppunt werd omgebouwd en voorzien van een extra fly-over, om de files bij dit knooppunt te verminderen. Bij Maastricht werd de A2 over een afstand van twee kilometer onderbroken door een autoweg (met verkeerslichten), de N2. In 2016 werd hier de Koning Willem-Alexandertunnel in gebruik genomen.
Tussen Amsterdam en Utrecht volgt de A2 de route van de E35, daarna loopt de E25 via de A2 tot aan de Belgische grens.
Tussen knooppunten Holendrecht Noord en Zuid volgt de A9 het tracé van de A2, zij het aan de westkant gescheiden door een berm. Tussen knooppunt Empel en knooppunt Hintham volgt de A59 hetzelfde tracé als de A2. Tussen knooppunt De Hogt en knooppunt Leenderheide valt de A67 samen met de A2.

## Geschiedenis

### Openstelling Amsterdam - Utrecht
Het stuk van Amsterdam naar Utrecht, geopend in 1954, wordt in veel documenten ten onrechte betiteld als de eerste Nederlandse autosnelweg. In 1937 was het traject Voorburg - Zoetermeer in rijksweg 12 immers al in gebruik genomen. Bij het uitbreken van de Tweede Wereldoorlog waren reeds grote delen van de huidige A4,  A12 en A44 als autosnelweg opgeleverd. Ook Rijksweg 12 bij De Meern en Rijksweg 2 vanaf de rotonde Oudenrijn naar het Zuiden, beide met 2x2 rijstroken en ongelijkvloerse kruisingen, waren toen al in gebruik. Rijksweg 2 bij De Meern had toen nog de vorm van een deels verdiepte en deels verhoogde, brede grasweg met viaducten eroverheen en -onderdoor; pas in het begin van de jaren 1950 werd begonnen aan de verharding die men al veel eerder had gewild. De opening van het eerste stuk Rijksweg 2 geldt als de ingebruikname van de eerste echte autosnelweg in Nederland.

### Utrecht - 's-Hertogenbosch
Het tracé van Utrecht naar 's-Hertogenbosch begon met de bouw van bruggen over de grote rivieren, zoals de Bommelse Brug (1933), de Lekbrug en de Lingebrug (1936). In 1938 werd het deel Utrecht-Vianen geopend, in 1939 het Knooppunt Oudenrijn. Het betrof tweebaans wegen, geen volwaardige autosnelwegen.
Vanaf 1948 werden steeds meer delen verdubbeld en in 1961 was de gehele route van Utrecht tot 's-Hertogenbosch vierbaans, echter nog geen volwaardige snelweg met ongelijkvloerse kruisingen. De weg kwam 's-Hertogenbosch binnen via de Maasbrug bij Hedel. In 1968 was het traject vrijwel geheel ongelijkvloers uitgebouwd. Het knooppunt Deil bleef echter tot 1989 een rotonde met stoplichten. In 1970 opende de Maasbrug bij Empel, en was ook de oostelijke randweg om 's-Hertogenbosch gereed.

### 's-Hertogenbosch - Eindhoven
Rijbaanverdubbeling werd uitgevoerd van 1955-1962, met uitzondering van de rondweg om Boxtel. Pas in 1996 werd de totale snelweg geopend, met verdiepte aanleg bij Vught en Best.

### Limburg
Tussen Eindhoven en Weert lag al een rijksweg. Het eerste snelwegdeel was tussen Meerssen en Maastricht (1960), Midden-Limburg (1963-1965), Kelpen-Oler-Meerssen (1968), Nederweert-Kelpen-Oler (1970), Leende-Weert (1972), randweg ten noorden van Weert (1989).
In Maastricht werd in 1959 de stadstraverse geopend, die de autoweg tussen de gelijkvloerse verkeerspleinen Geusselt en Europaplein dwars door de bebouwing van Maastricht-Oost voerde. Laatstgenoemd verkeersplein werd in 1969 een ongelijkvloers knooppunt. In 1964-1975 werd het traject Maastricht-Eijsden voltooid. Tussen 2011 en 2016 werd de rijksweg in Maastricht ondertunneld. Onder het oude traject van de N2 ligt sindsdien de dubbellaagse Koning Willem-Alexandertunnel. Het bovenste deel van de tunnel is voor het bestemmingsverkeer; het onderste deel voor het doorgaand verkeer. Beide lagen hebben 2 x 2 rijstroken. Het hoogste punt van de tunnel ligt 1,5 meter onder de grond. Bovengronds is sinds 2017 de Groene Loper in ontwikkeling, een recreatieve route, waar tevens ruimte is voor 1100 nieuwbouwwoningen.

### Dynamisch inhaalverbod
Op 10 januari 2005 begon het ministerie van Verkeer en Waterstaat met een proef van het dynamisch inhaalverbod op de A2 tussen Abcoude en Maarssen.

### Niet uitgevoerde plannen
In de jaren 60 werd een verbinding tussen 's-Hertogenbosch en Weert ontworpen die ten oosten van Eindhoven en verder door de Strabrechtse Heide zou lopen. In 1971 werd dit tracé in de ijskast gezet. De verbetering van de bestaande weg Eindhoven-Weert werd echter als een voorlopige oplossing gezien.

## Maximumsnelheid en aantal rijstroken
| Plaats           | Maximumsnelheid | Aantal rijstroken                                                                | Opmerkingen               |
| ---------------- | --------------- | -------------------------------------------------------------------------------- | ------------------------- |
| Knooppunt Amstel |                 |                                                                                  |                           |
| 100              | ↓4 ↑4           |                                                                                  |                           |
| 100              | ↓4 ↑4           | afrit Ouderkerk aan de Amstel                                                    |                           |
| 100              | ↓3 ↑3           |                                                                                  |                           |
| 100              | ↓3 ↑3           | Knooppunt Holendrecht-Noord                                                      |                           |
| 100              | ↓2+3 ↑2+2       |                                                                                  |                           |
| 100              | ↓2+3 ↑2+2       | Knooppunt Holendrecht-Zuid                                                       |                           |
| 100/130          | ↓5 ↑5           | 100 km/h tussen 6 en 19h                                                         |                           |
| 100/130          | ↓5 ↑5           | 100 km/h tussen 6 en 19h                                                         | afrit Maarssen            |
| 100              | ↓2+3 ↑3+3       |                                                                                  |                           |
| 100              | ↓2+3 ↑3+3       | Knooppunt Oudenrijn                                                              |                           |
| 100              | ↓5 ↑3+2         |                                                                                  |                           |
| 100              | ↓5 ↑3+2         | afrit Nieuwegein                                                                 |                           |
| 100              | ↓4 ↑4           |                                                                                  |                           |
| 100              | ↓4 ↑4           | Knooppunt Everdingen                                                             |                           |
| 100/130          | ↓4 ↑4           | 100 km/h tussen 6 en 19h                                                         |                           |
| 100/130          | ↓4 ↑4           | 100 km/h tussen 6 en 19h                                                         | Knooppunt Deil            |
| 100/130          | ↓3 ↑3           | 100 km/h tussen 6 en 19h                                                         |                           |
| 100/130          | ↓3 ↑3           | 100 km/h tussen 6 en 19h                                                         | afrit Zaltbommel          |
| 100/120          | ↓3 ↑3           | 100 km/h tussen 6 en 19h                                                         |                           |
| 100/120          | ↓3 ↑3           | 100 km/h tussen 6 en 19h                                                         | Maasbrug                  |
| 100/120          | ↓2+2 ↑2+2       | 100 km/h tussen 6 en 19h; parallelrijbaan 100 km/h                               |                           |
| 100/120          | ↓2+2 ↑2+2       | 100 km/h tussen 6 en 19h; parallelrijbaan 100 km/h                               | Knooppunt Hintham         |
| 100              | ↓2+2 ↑2+2       |                                                                                  |                           |
| 100              | ↓2+2 ↑2+2       | afrit Sint-Michielsgestel                                                        |                           |
| 100              | ↓3 ↑3           |                                                                                  |                           |
| 100              | ↓3 ↑3           | Knooppunt Vught                                                                  |                           |
| 100/130          | ↓3 ↑3           | 100 km/h tussen 6 en 19h                                                         |                           |
| 100/130          | ↓3 ↑3           | 100 km/h tussen 6 en 19h                                                         | Knooppunt Ekkersweijer    |
| 100/120          | ↓3 ↑2+2         | 100 km/h tussen 6 en 19h                                                         |                           |
| 100/120          | ↓3 ↑2+2         | 100 km/h tussen 6 en 19h                                                         | Knooppunt Batadorp        |
| 100/120          | ↓2+2 ↑2+2       | 100 km/h tussen 6 en 19h; parallelrijbaan 80 km/h                                |                           |
| 100/120          | ↓2+2 ↑2+2       | 100 km/h tussen 6 en 19h; parallelrijbaan 80 km/h                                | Knooppunt De Hogt         |
| 100/120          | ↓2+3 ↑3+2       | 100 km/h tussen 6 en 19h; parallelrijbaan 80 km/h                                |                           |
| 100/120          | ↓2+3 ↑3+2       | 100 km/h tussen 6 en 19h; parallelrijbaan 80 km/h                                | Knooppunt Leenderheide    |
| 100/130          | ↓3 ↑2           | 100 km/h tussen 6 en 19h                                                         |                           |
| 100/130          | ↓3 ↑2           | 100 km/h tussen 6 en 19h                                                         | afrit Valkenswaard        |
| 100/130          | ↓2 ↑2           | 100 km/h tussen 6 en 19h                                                         |                           |
| 100/130          | ↓2 ↑2           | 100 km/h tussen 6 en 19h                                                         | afrit Maarheeze           |
| 100/120          | ↓2 ↑2           | 100 km/h tussen 6 en 19h                                                         |                           |
| 100/120          | ↓2 ↑2           | 100 km/h tussen 6 en 19h                                                         | oprit Maarheeze           |
| 100/130          | ↓2 ↑2           | 100 km/h tussen 6 en 19h                                                         |                           |
| 100/130          | ↓2 ↑2           | 100 km/h tussen 6 en 19h                                                         | Knooppunt Het Vonderen    |
| 100/130          | ↓2 ↑2           | wordt bij drukte ↓3 ↑3 en max. 100 km/h op spitsstrook; 100 km/h tussen 6 en 19h |                           |
| 100/130          | ↓2 ↑2           | wordt bij drukte ↓3 ↑3 en max. 100 km/h op spitsstrook; 100 km/h tussen 6 en 19h | afrit Urmond              |
| 100/120          | ↓4 ↑4           | 100 km/h tussen 6 en 19h                                                         |                           |
| 100/120          | ↓4 ↑4           | 100 km/h tussen 6 en 19h                                                         | Knooppunt Kerensheide     |
| 100/130          | ↓2 ↑2           | 100 km/h tussen 6 en 19h                                                         |                           |
| 100/130          | ↓2 ↑2           | 100 km/h tussen 6 en 19h                                                         | Begin Kruisberg           |
| 100              | ↓2 ↑3           | ↓ 5% helling: 70 km/h adviessnelheid voor auto's met aanhangers                  |                           |
| 100              | ↓2 ↑3           | ↓ 5% helling: 70 km/h adviessnelheid voor auto's met aanhangers                  | Eind Kruisberg            |
| 100              | ↓2 ↑2           |                                                                                  |                           |
| 100              | ↓2 ↑2           | Knooppunt Kruisdonk                                                              |                           |
| 100              | ↓2+2 ↑2+2       | parallelrijbaan 80 km/h                                                          |                           |
| 100              | ↓2+2 ↑2+2       | parallelrijbaan 80 km/h                                                          | afrit Maastricht-Randwyck |
| 100/130          | ↓2 ↑2           | 100 km/h tussen 6 en 19h                                                         |                           |
| 100/130          | ↓2 ↑2           | 100 km/h tussen 6 en 19h                                                         | België                    |
|                  |                 |                                                                                  |                           |

## Bruggen, tunnels en ecoducten
- Fietsbrug Rijnveldsche Pad, verbindt Maarssen en Haarzuilens.
- Leidsche Rijntunnel onder het centrum van de Utrechtse wijk Leidsche Rijn.
- Jan Blankenbrug over de Lek, bij Vianen.
- Ecoduct Autena ten zuiden van knooppunt Everdingen.
- Ecoduct Lage Veld tussen Culemborg en Beesd.
- Lingebrug bij Beesd.
- Martinus Nijhoffbrug over de Waal, bij Zaltbommel.
- Maasbrug bij Empel.
- Natuurbrug Het Groene Woud, tussen Boxtel en Best, een ecoduct, met name voor het edelhert dat in Noord-Brabant zal worden uitgezet.
- Tegenbosch, fietsbrug in Eindhoven nabij Eindhoven Airport
- Ecoduct Groote Heide, ter hoogte van de Leenderheide tussen knooppunt Leenderheide en Leende.
- Ecoduct Weerterbergen, ter hoogte van Weert-Noord, in combinatie met een ecoduct over de spoorlijn Eindhoven - Weert.
- Maasbrug tussen Wessem en Maasbracht.
- Boogbrug bij Beek over de spoorlijn Maastricht - Venlo.
- Twee ecoducten, Bunderbosch en Kalverbosch, ter hoogte van de Kruisberg tussen Maastricht Aachen Airport en Meerssen.
- Koning Willem-Alexandertunnel, een dubbeldekstunnel in Maastricht.

## Kunst langs de A2
- De Poort van Nieuwegein (beeld)
- De Kroon (IJsselstein)
- een kunstwerk bij de Martinus Nijhoffbrug

## Trivia
- In Amsterdam liggen de Utrechtsestraat en de Nieuwe Utrechtseweg in het verlengde van elkaar, maar daartussen zitten nog de Van Woustraat en de Rijnstraat; op het Frederiksplein stond in het verleden de Utrechtsepoort.
- Vanaf het knooppunt Amstel heeft de weg een snelwegstatus, ten noorden van dat "plein" maakt de weg deel uit van de s110, lokaal beter bekend onder de naam Nieuwe Utrechtseweg; de "oude Utrechtseweg" kwam via Abcoude en Duivendrecht Amsterdam binnen.
- Nabij de huidige afrit 24 (Vught) was gedurende bijna 40 jaar "verkeerspiet" Piet Schuurmans te vinden.
- Van 1954 tot 1986 was er ter hoogte van Loenersloot een spoorwegovergang in de snelweg.
- De hectometerpalen verspringen van 95,5 naar 100,1 op de Martinus Nijhoffbrug over de Waal.
- De computerspelreeks A2 Racer is vernoemd naar deze snelweg.

## Fotogalerij

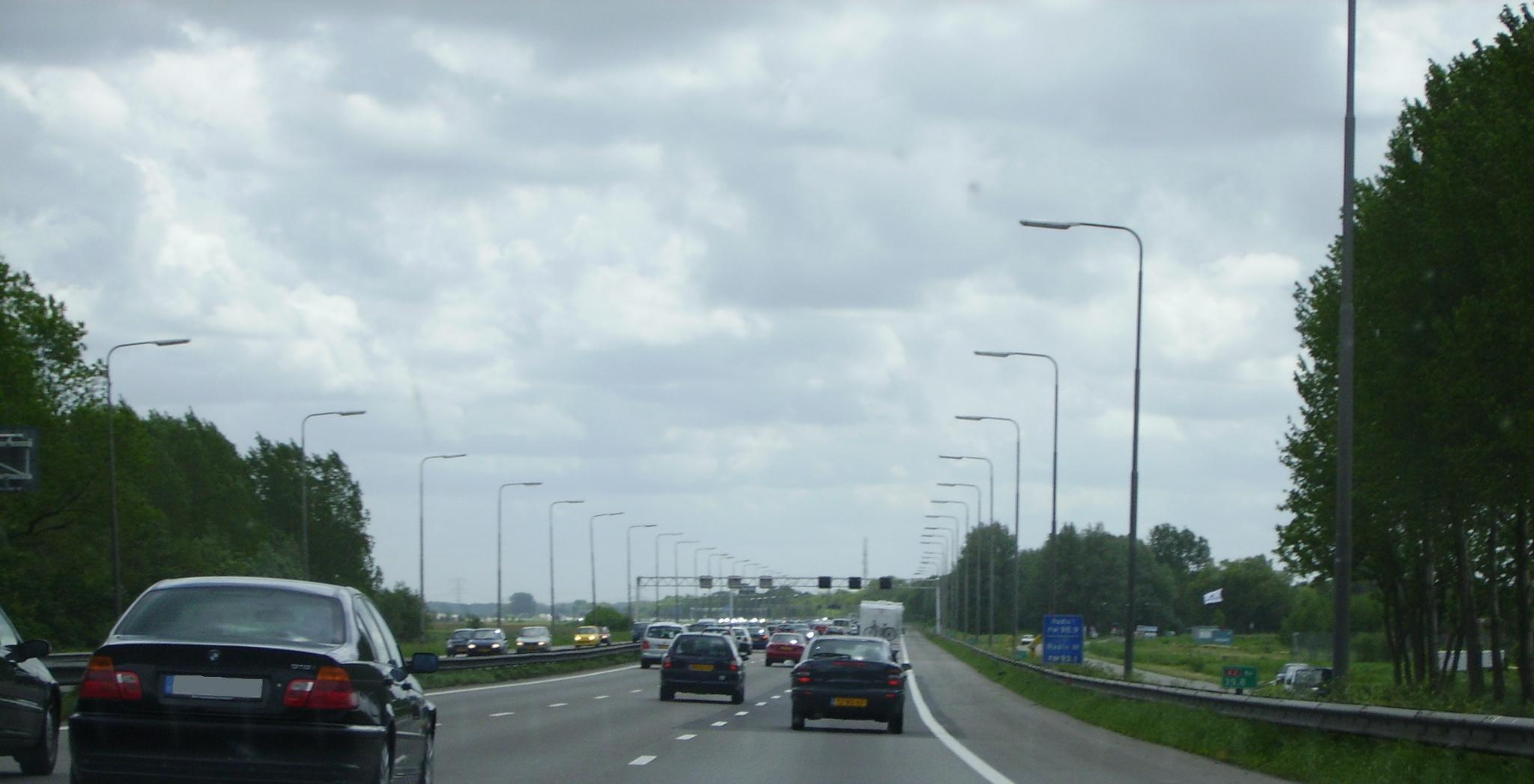
Tussen Amsterdam en Utrecht in 2006.
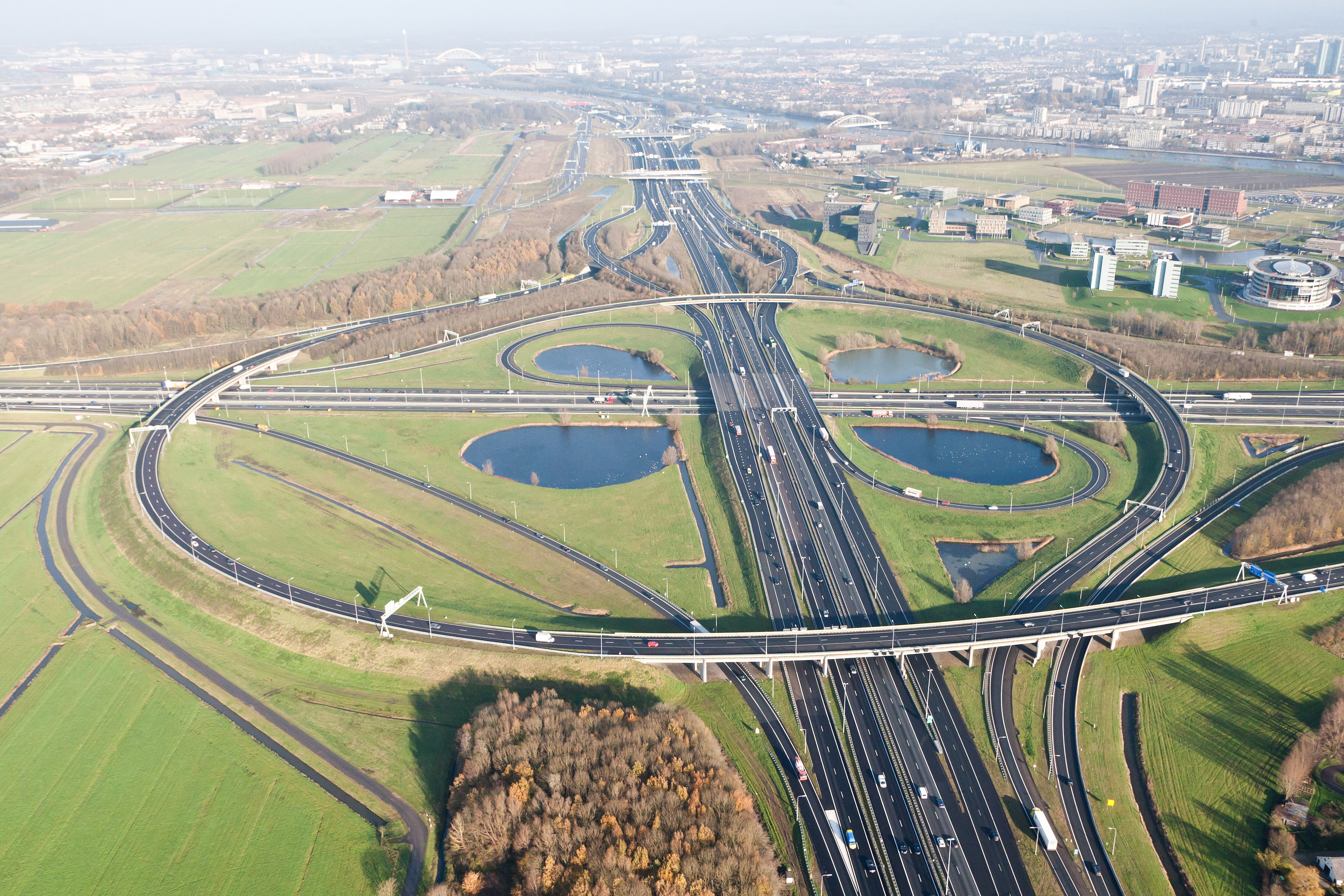
Knooppunt Oudenrijn in 2011
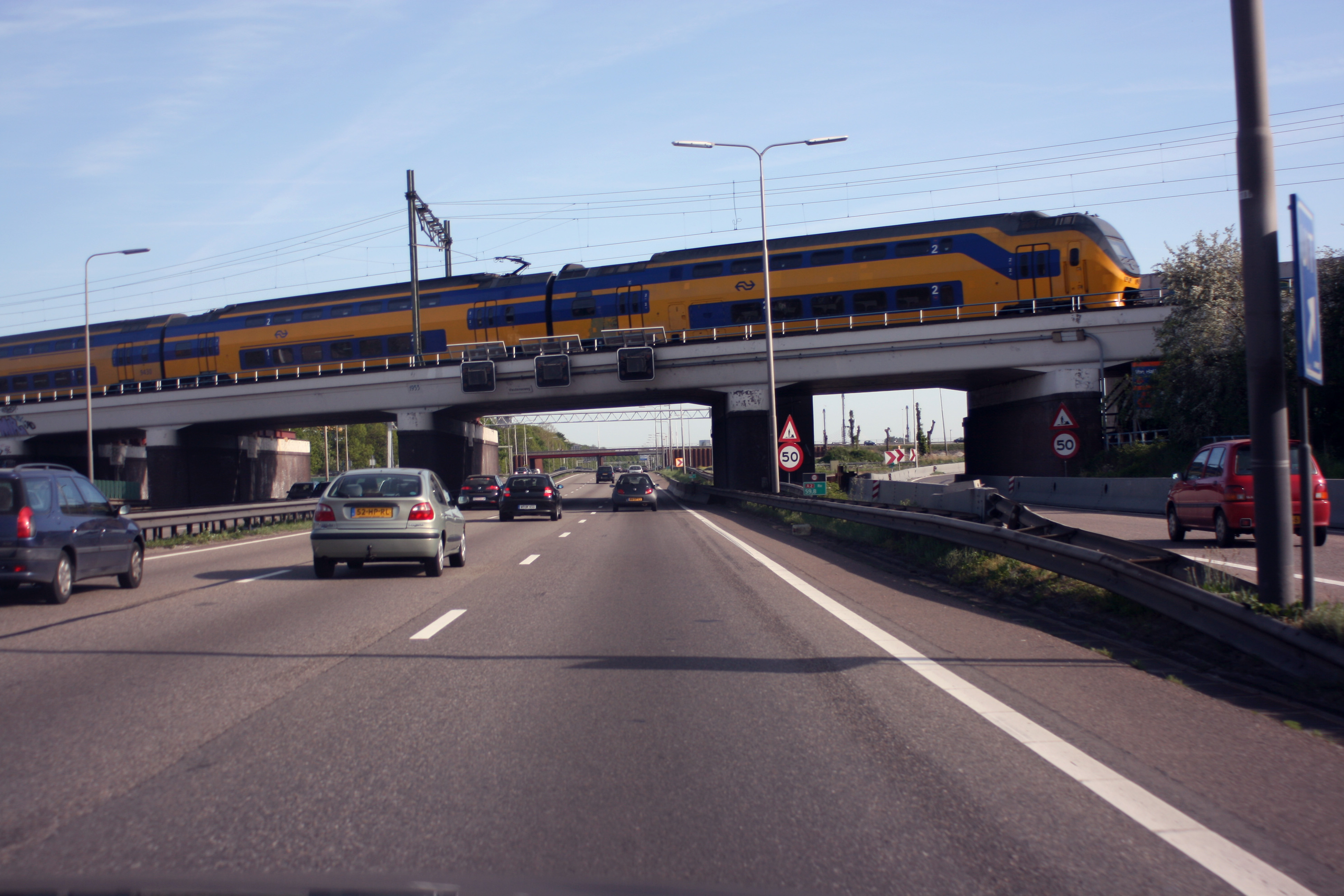
Het inmiddels afgebroken spoorviaduct bij Oog in Al (Utrecht) in april 2007.
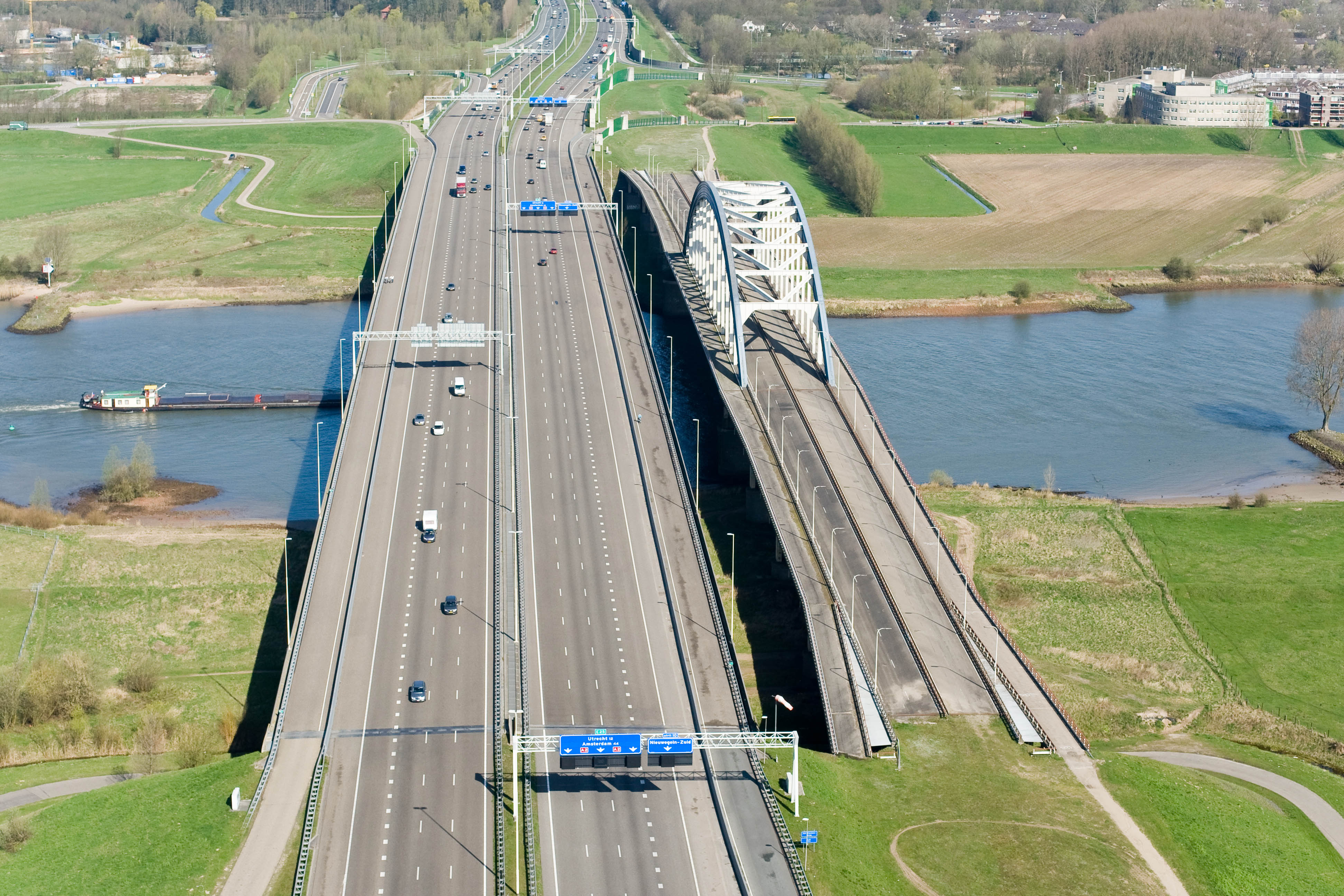
Jan Blankenbrug bij Vianen naast de oude Lekbrug.
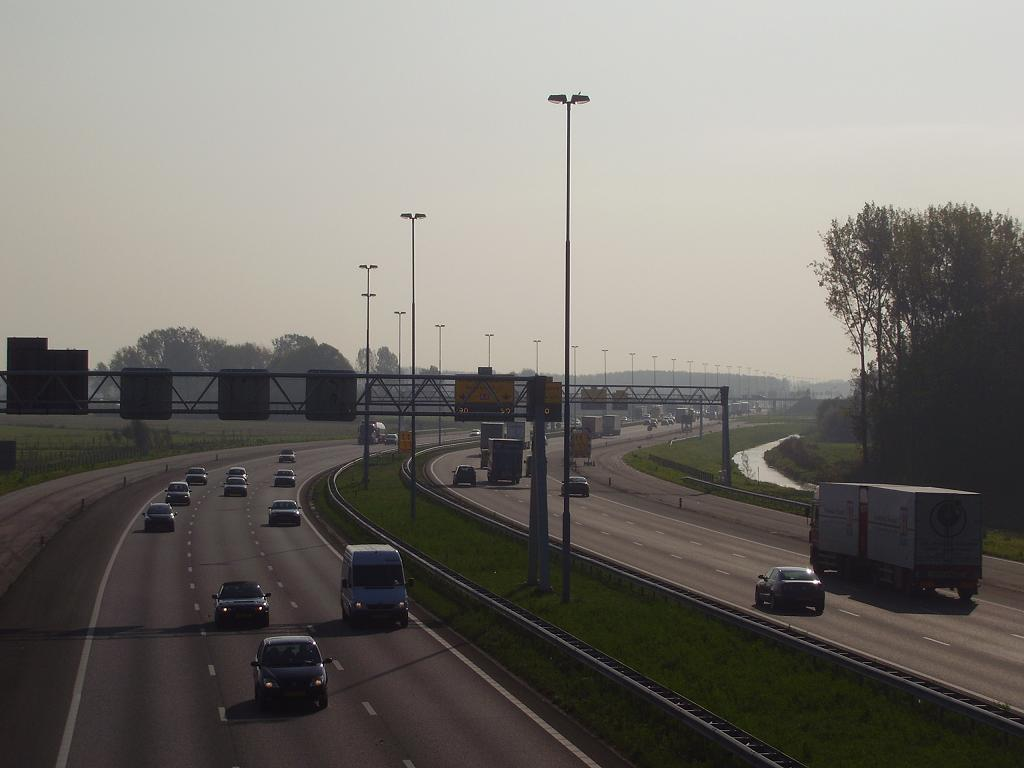
De verbrede A2 nabij Culemborg in 2007
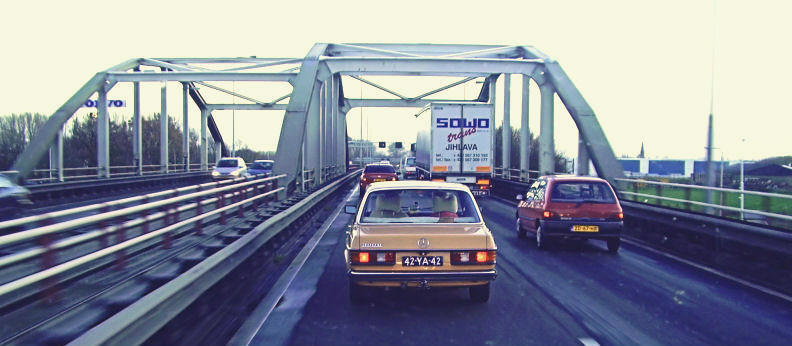
De oude bruggen bij Beesd
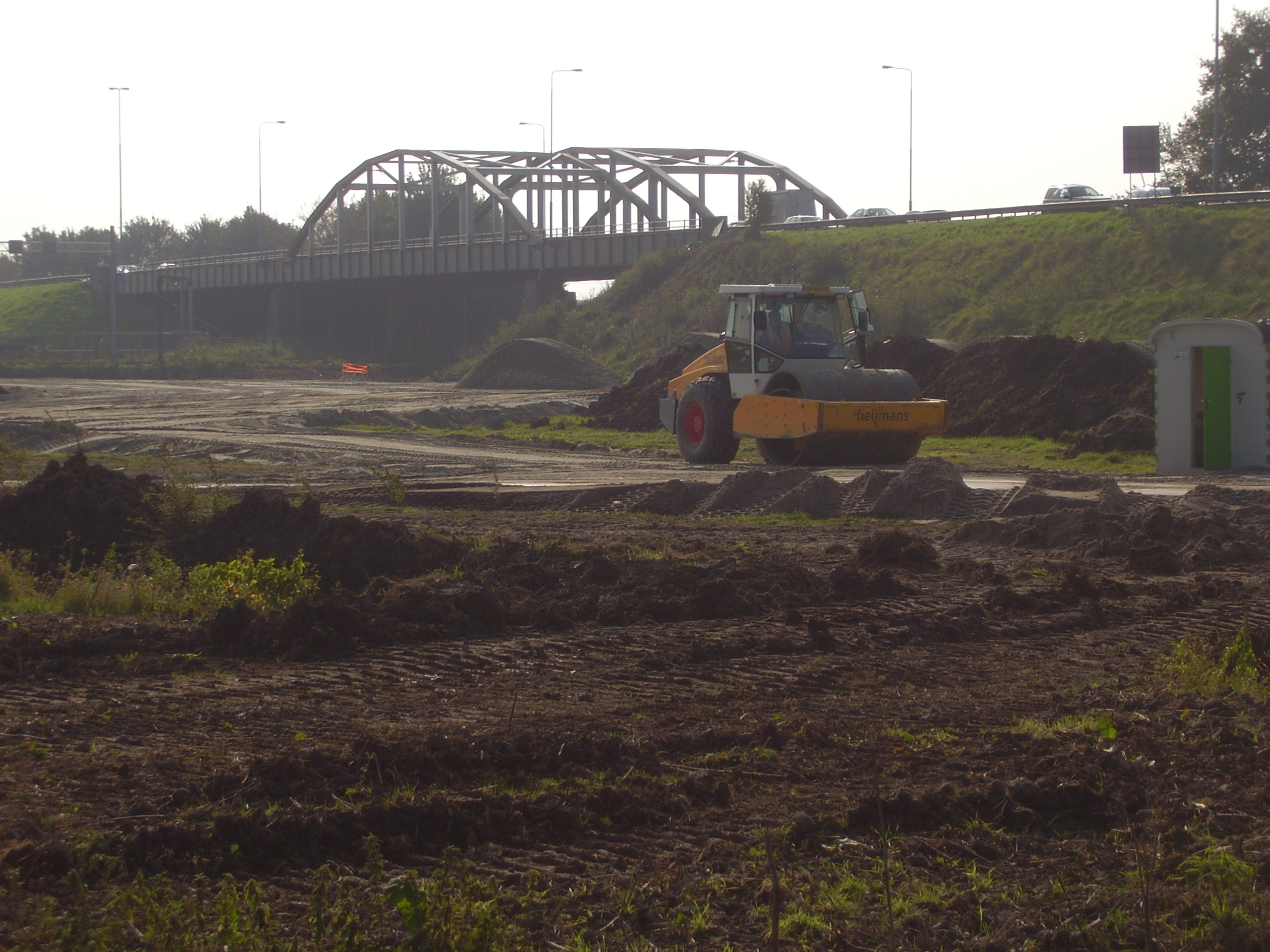
De oude brug bij Beesd, die in augustus 2009 is gesloopt.
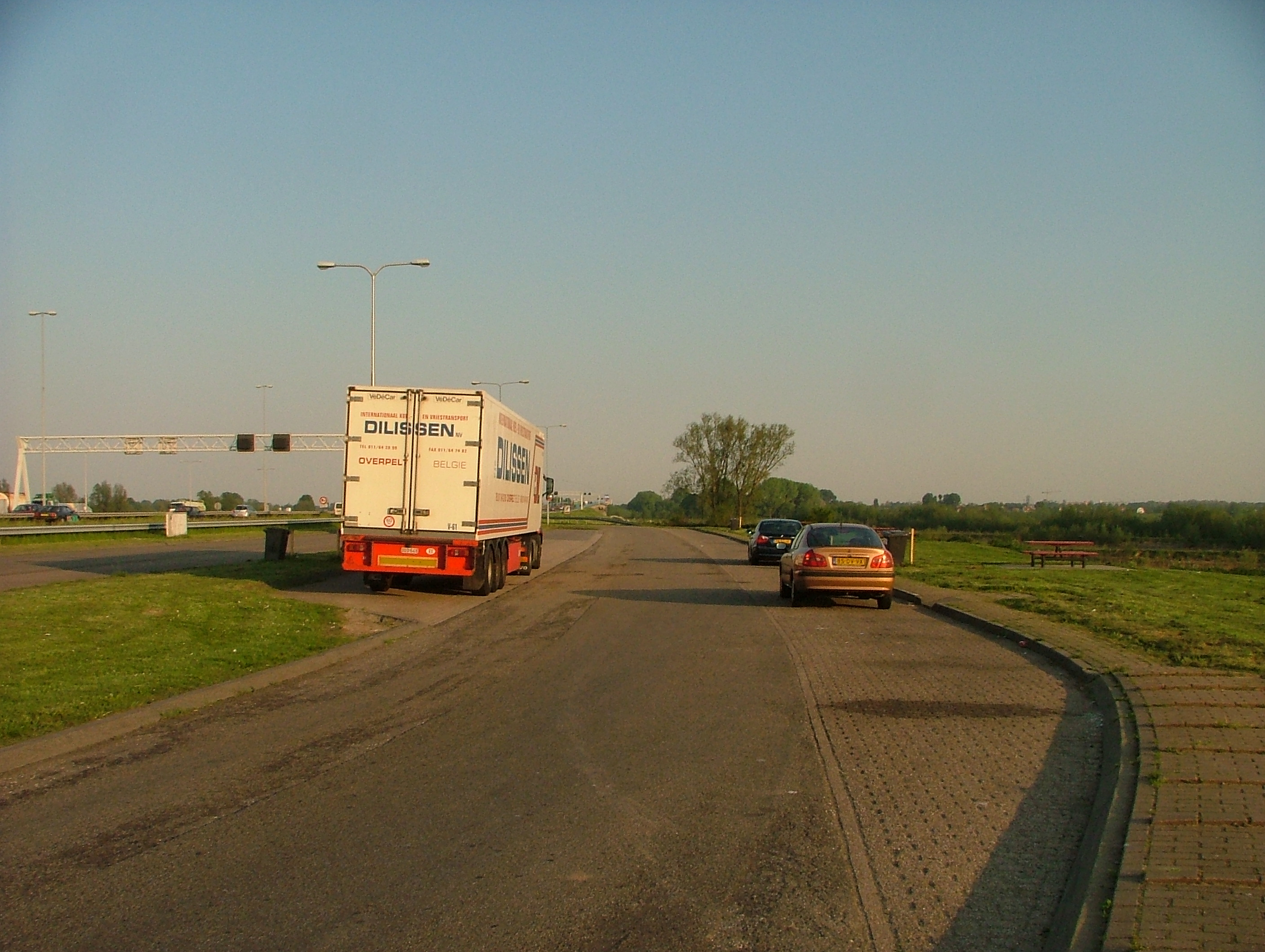
Verzorgingsplaats De Rooijen vlak voor de sluiting.
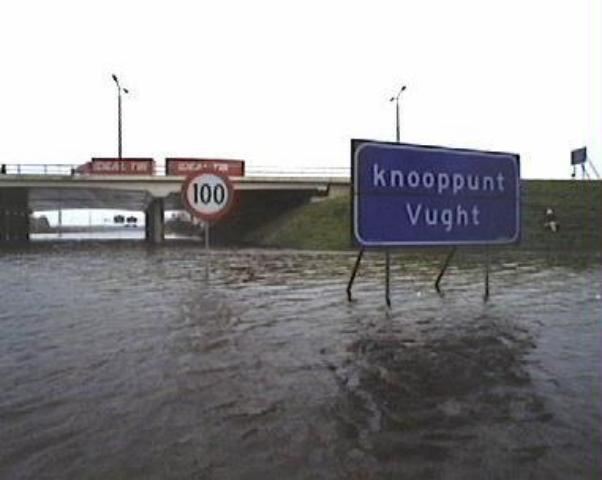
Watersnood in 1995 op de A2 bij 's-Hertogenbosch
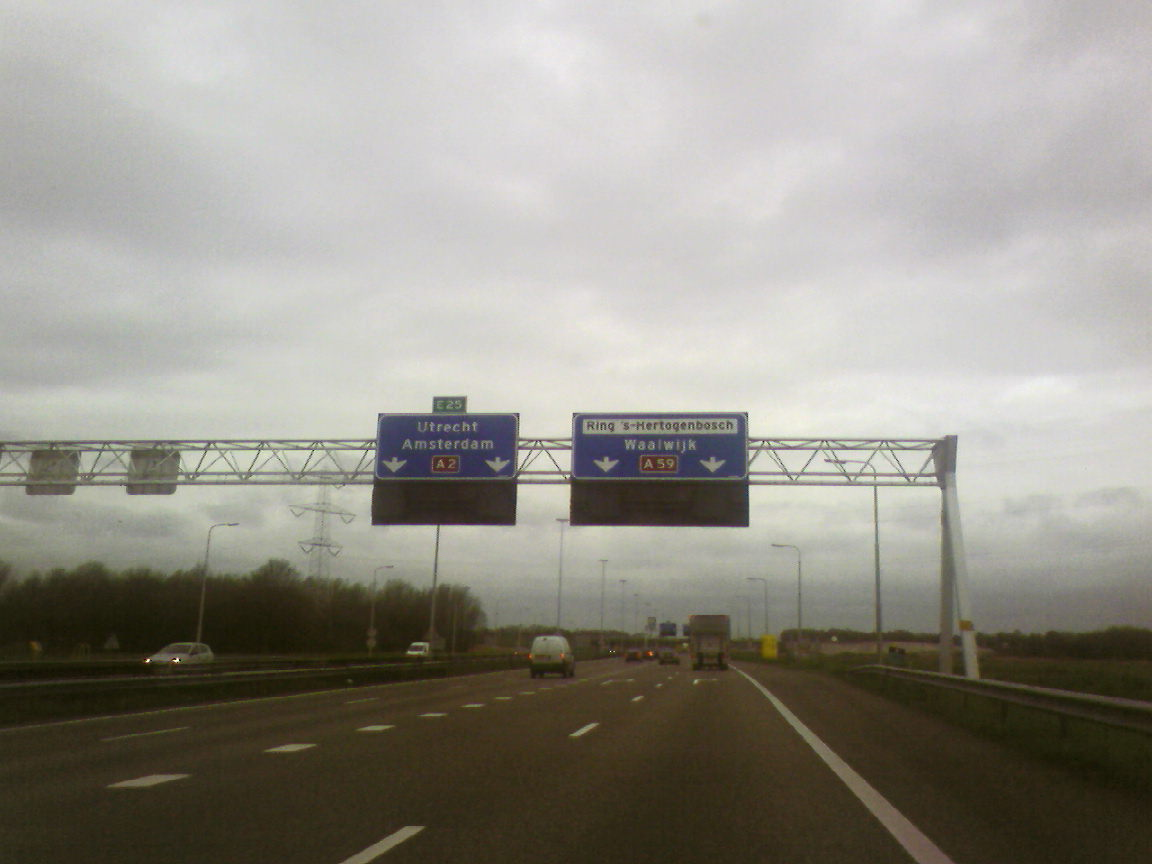
A2 bij 's-Hertogenbosch: knooppunt Empel
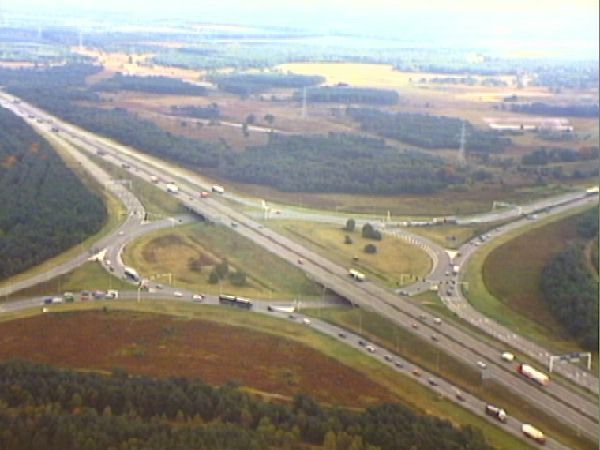
Knooppunt Leenderheide in 1993.
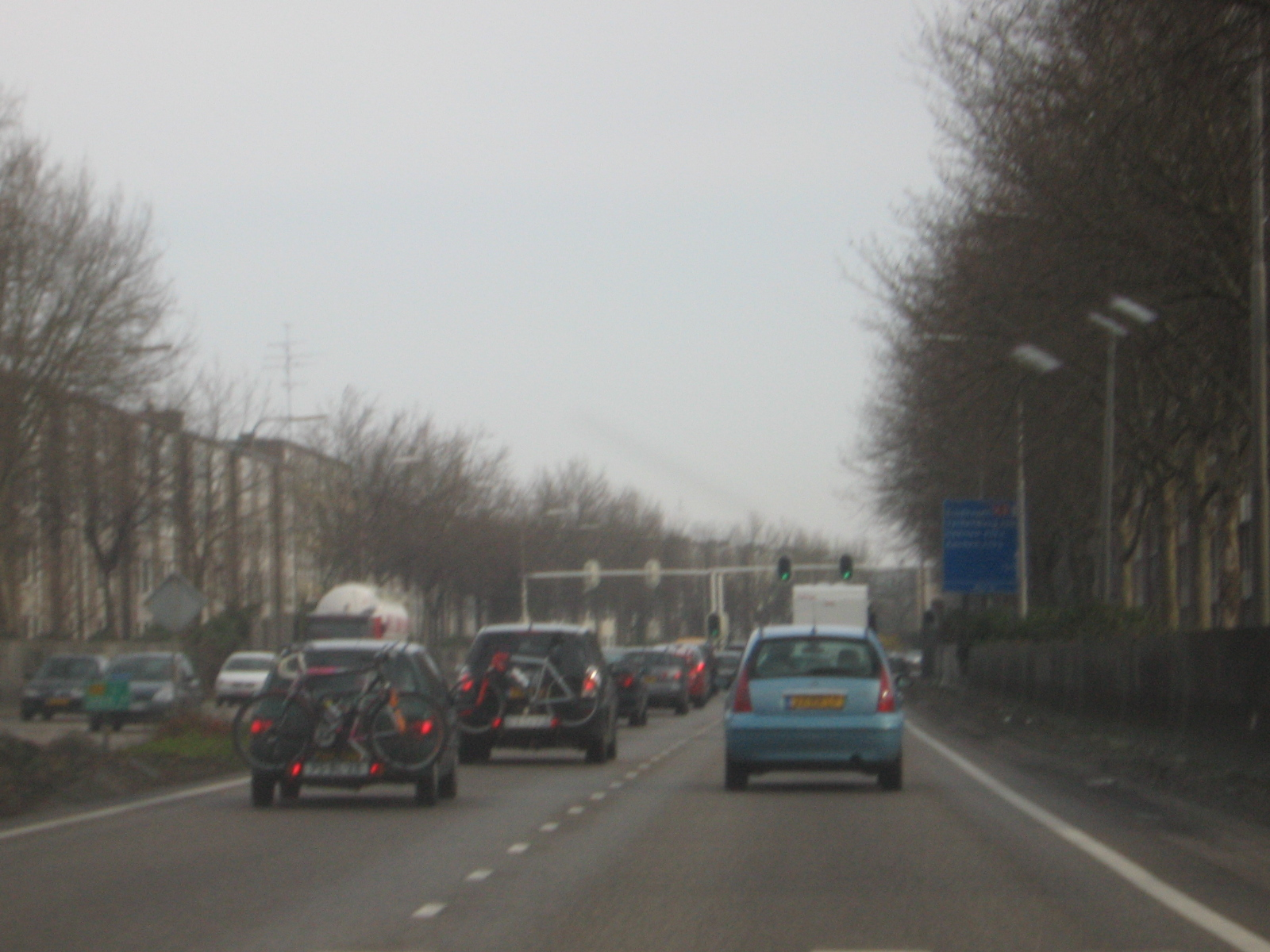
N2: als stadstraverse van Maastricht (tegenwoordig ligt de weg in een tunnel)
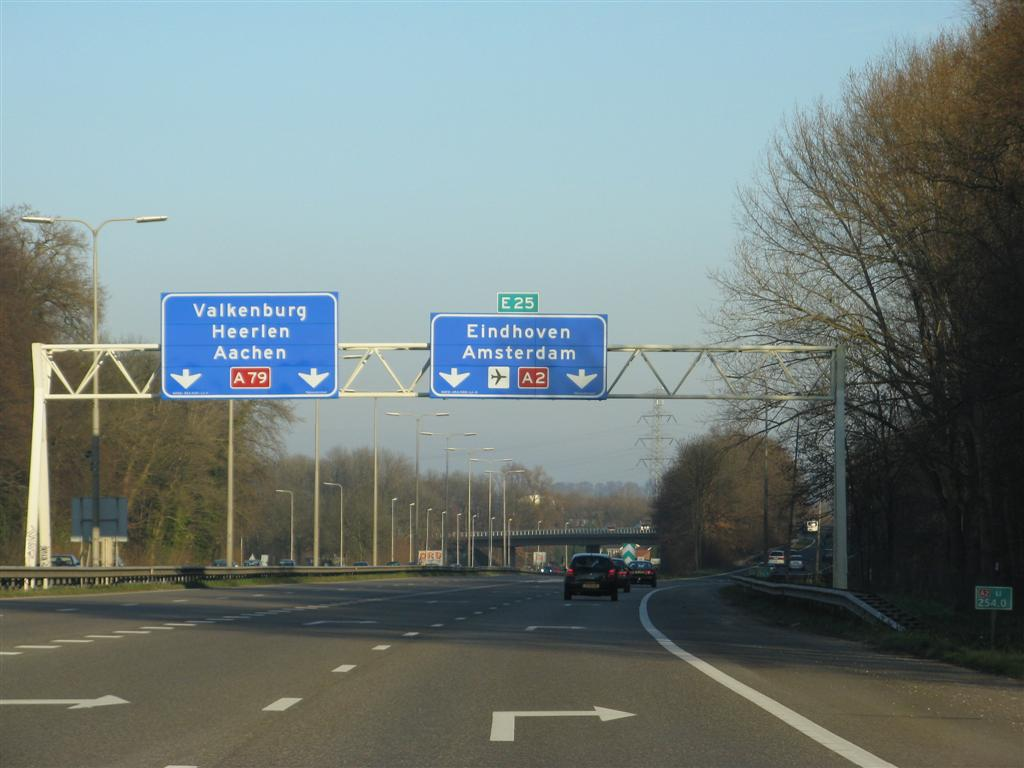
Knooppunt Kruisdonk (oude situatie)
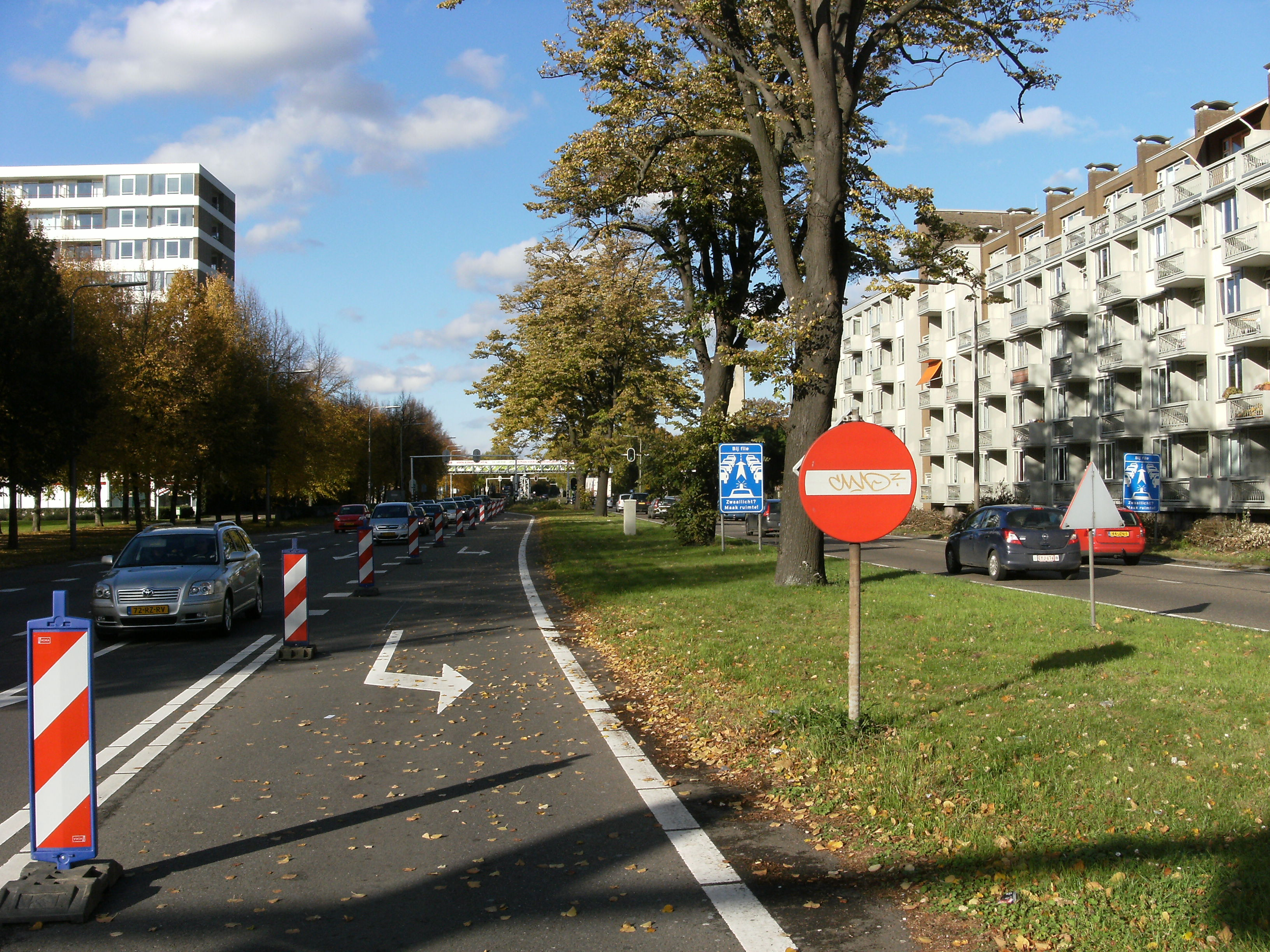
Rijksweg 2 in Maastricht (tegenwoordig ligt de weg in een tunnel)
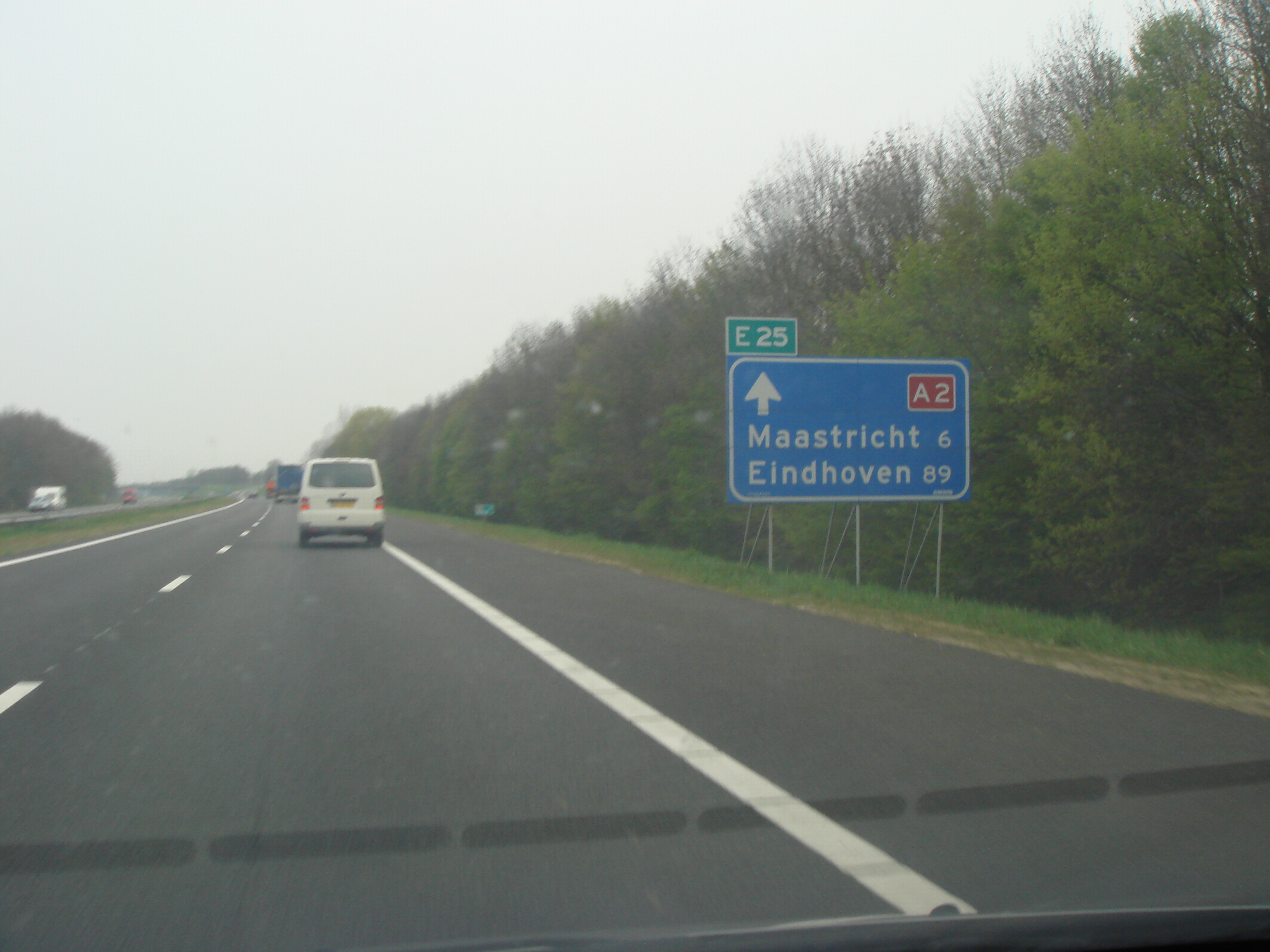
Tussen Luik en Maastricht.